# Milán-San Remo 2006
La Milán-San Remo 2006 fue la edición número 97 de esta clásica ciclista de primavera, disputada sobre 294 km, en la que ganó Filippo Pozzato.

## Clasificación final
| Pos. | Ciclista            | Equipo                 | Tiempo     |
| ---- | ------------------- | ---------------------- | ---------- |
| 1.   | Filippo Pozzato     | Quick Step-Innergetic  | 6h 29' 41" |
| 2.   | Alessandro Petacchi | Milram                 | m.t.       |
| 3.   | Luca Paolini        | Liquigas               | m.t.       |
| 4.   | Tom Boonen          | Quick Step-Innergetic  | m.t        |
| 5.   | Danilo Napolitano   | Lampre                 | m.t.       |
| 6.   | Óscar Freire        | Rabobank               | m.t.       |
| 7.   | Stefano Garzelli    | Liquigas               | m.t.       |
| 8.   | Alessandro Ballan   | Lampre                 | m.t.       |
| 9.   | Martin Elmiger      | Phonak Hearing Systems | m.t.       |
| 10.  | Matteo Carrara      | Lampre                 | m.t.       |